# Thaumatogelis pallens
Thaumatogelis pallens är en stekelart som beskrevs av Schwarz 2001. Thaumatogelis pallens ingår i släktet Thaumatogelis och familjen brokparasitsteklar. Inga underarter finns listade i Catalogue of Life.